# Deutsche Kurzbahnmeisterschaften 2015
Die Deutschen Kurzbahnmeisterschaften 2015 im Schwimmen fanden vom 19. bis 22. November 2015 in der Wuppertaler Schwimmoper statt und wurden von der SV Bayer Wuppertal organisiert. Der Veranstalter war der Deutsche Schwimm-Verband. Der Wettkampf diente gleichzeitig als Qualifikationswettkampf für die Kurzbahneuropameisterschaften 2015 in Netanja. Es wurden in 42 Wettkämpfen Titel vergeben, wobei zum ersten Mal die Mixed-Staffeln über 4-mal 50 Meter Freistil und 4-mal 50 Meter Lagen auf dem Programm standen. Dorothea Brandt war mit fünf Titeln (3 im Einzel und 2 in der Staffel) die erfolgreichste Athletin dieser Meisterschaften. Steffen Deibler sicherte sich vier Einzeltitel und Florian Vogel über 800 Meter Freistil sowie Marco Koch über 400 Meter Lagen sorgten für neue DSV-Rekorde.
| Disziplin               | Männer                                                                                 | Männer                                                                                 | Männer                                                                                 | Frauen                                                                                 | Frauen                                                                                 | Frauen   |
| Disziplin               | Name                                                                                   | Verein                                                                                 | Zeit                                                                                   | Name                                                                                   | Verein                                                                                 | Zeit     |
| 050 m Freistil          | Steffen Deibler                                                                        | Hamburger SC                                                                           | 00:21,61                                                                               | Dorothea Brandt                                                                        | SG Essen                                                                               | 00:24,27 |
| 100 m Freistil          | Steffen Deibler                                                                        | Hamburger SC                                                                           | 00:47,43                                                                               | Nina Kost                                                                              | SV Nikar Heidelberg                                                                    | 00:53,71 |
| 200 m Freistil          | Paul Biedermann                                                                        | DSV                                                                                    | 01:43,96                                                                               | Annika Bruhn                                                                           | SSG Saar Max Ritter                                                                    | 01:56,30 |
| 400 m Freistil          | Paul Biedermann                                                                        | DSV                                                                                    | 03:38,95                                                                               | Johanna Friedrich                                                                      | SC Magdeburg                                                                           | 04:05,75 |
| 800 m Freistil          | Florian Vogel                                                                          | SG Stadtwerke München                                                                  | 07:33,44                                                                               | Alina Jungklaus                                                                        | SV Würzburg 05                                                                         | 08:24,41 |
| 1500 m Freistil0        | Ruwen Straub                                                                           | SV Würzburg 05                                                                         | 14:31,94                                                                               | Alina Jungklaus                                                                        | SV Würzburg 05                                                                         | 16:00,18 |
| 050 m Brust             | Hendrik Feldwehr                                                                       | DSV                                                                                    | 00:26,88                                                                               | Dorothea Brandt                                                                        | SG Essen                                                                               | 00:30,46 |
| 100 m Brust             | Marco Koch                                                                             | DSW 1912 Darmstadt                                                                     | 00:57,29                                                                               | Vanessa Grimberg                                                                       | SV Region Stuttgart                                                                    | 01:06,12 |
| 200 m Brust             | Marco Koch                                                                             | DSW 1912 Darmstadt                                                                     | 02:02,49                                                                               | Vanessa Grimberg                                                                       | SV Region Stuttgart                                                                    | 02:22,34 |
| 050 m Schmetterling     | Steffen Deibler                                                                        | Hamburger SC                                                                           | 00:22,63                                                                               | Dorothea Brandt                                                                        | SG Essen                                                                               | 00:25,94 |
| 100 m Schmetterling     | Steffen Deibler                                                                        | Hamburger SC                                                                           | 00:50,94                                                                               | Alexandra Wenk                                                                         | SG Stadtwerke München                                                                  | 00:57,18 |
| 200 m Schmetterling     | Markus Gierke                                                                          | W98 Hannover                                                                           | 01:53,61                                                                               | Franziska Hentke                                                                       | SC Magdeburg                                                                           | 02:03,86 |
| 050 m Rücken            | Jan-Philip Glania                                                                      | SG Frankfurt                                                                           | 00:23,90                                                                               | Doris Eichhorn                                                                         | Aqua Berlin                                                                            | 00:27,56 |
| 100 m Rücken            | Jan-Philip Glania                                                                      | SG Frankfurt                                                                           | 00:51,72                                                                               | Jenny Mensing                                                                          | DSV                                                                                    | 00:58,50 |
| 200 m Rücken            | Jan-Philip Glania                                                                      | SG Frankfurt                                                                           | 01:53,24                                                                               | Jenny Mensing                                                                          | DSV                                                                                    | 02:03,55 |
| 100 m Lagen             | Dominik Franke                                                                         | 1. SC Ravensburg                                                                       | 00:53,81                                                                               | Alexandra Wenk                                                                         | SG Stadtwerke München                                                                  | 00:59,84 |
| 200 m Lagen             | Philip Heintz                                                                          | SV Nikar Heidelberg                                                                    | 01:53,45                                                                               | Alexandra Wenk                                                                         | SG Stadtwerke München                                                                  | 02:08,73 |
| 400 m Lagen             | Marco Koch                                                                             | DSW 1912 Darmstadt                                                                     | 04:01,87                                                                               | Franziska Hentke                                                                       | SC Magdeburg                                                                           | 04:33,53 |
| 4 × 50 m Freistil       | SG Essen Wierling, Zellmann, vom Lehn, Feldwehr                                        | SG Essen Wierling, Zellmann, vom Lehn, Feldwehr                                        | 01:29,20                                                                               | SG Essen Kohlat, Höpink, van Loock, Brandt                                             | SG Essen Kohlat, Höpink, van Loock, Brandt                                             | 01:40,78 |
| 4 × 50 m Lagen          | SG Essen Zellmann, Feldwehr, Brose, Wierling                                           | SG Essen Zellmann, Feldwehr, Brose, Wierling                                           | 01:37,07                                                                               | SG Essen van Loock, Ruhnau, Höpink, Brandt                                             | SG Essen van Loock, Ruhnau, Höpink, Brandt                                             | 01:50,76 |
| 4 × 50 m Freistil Mixed | SSG Saar Max Ritter Christoph Fildebrandt, Till Pallmann, Marlene Hüther, Annika Bruhn | SSG Saar Max Ritter Christoph Fildebrandt, Till Pallmann, Marlene Hüther, Annika Bruhn | SSG Saar Max Ritter Christoph Fildebrandt, Till Pallmann, Marlene Hüther, Annika Bruhn | SSG Saar Max Ritter Christoph Fildebrandt, Till Pallmann, Marlene Hüther, Annika Bruhn | SSG Saar Max Ritter Christoph Fildebrandt, Till Pallmann, Marlene Hüther, Annika Bruhn | 01:34,17 |
| 4 × 50 m Lagen Mixed    | Startgemeinschaft Dortmund Julia Leidgebel, Erik Steinhagen, Kerstin Lange, Max Mral   | Startgemeinschaft Dortmund Julia Leidgebel, Erik Steinhagen, Kerstin Lange, Max Mral   | Startgemeinschaft Dortmund Julia Leidgebel, Erik Steinhagen, Kerstin Lange, Max Mral   | Startgemeinschaft Dortmund Julia Leidgebel, Erik Steinhagen, Kerstin Lange, Max Mral   | Startgemeinschaft Dortmund Julia Leidgebel, Erik Steinhagen, Kerstin Lange, Max Mral   | 01:44,35 |

1. 1 2  neuer DSV-Rekord
2. 1 2  Deutscher Altersklassenrekord für 17-Jährige
3. 1 2  neuer DSV-Rekord für Vereinsstaffeln

## Randnotizen
Die Kurzbahnmeister Paul Biedermann, Hendrik Feldwehr und Jenny Mensing hatten sich auf ihren Strecken nicht offiziell für die Meisterschaften qualifiziert. Aus diesem Grund starteten sie mit einer Sondergenehmigung für den Deutschen Schwimm-Verband.